# Kloster Allerheiligen (Schwarzwald)
Koordinaten: 48° 32′ 14,2″ N, 8° 11′ 38,9″ O

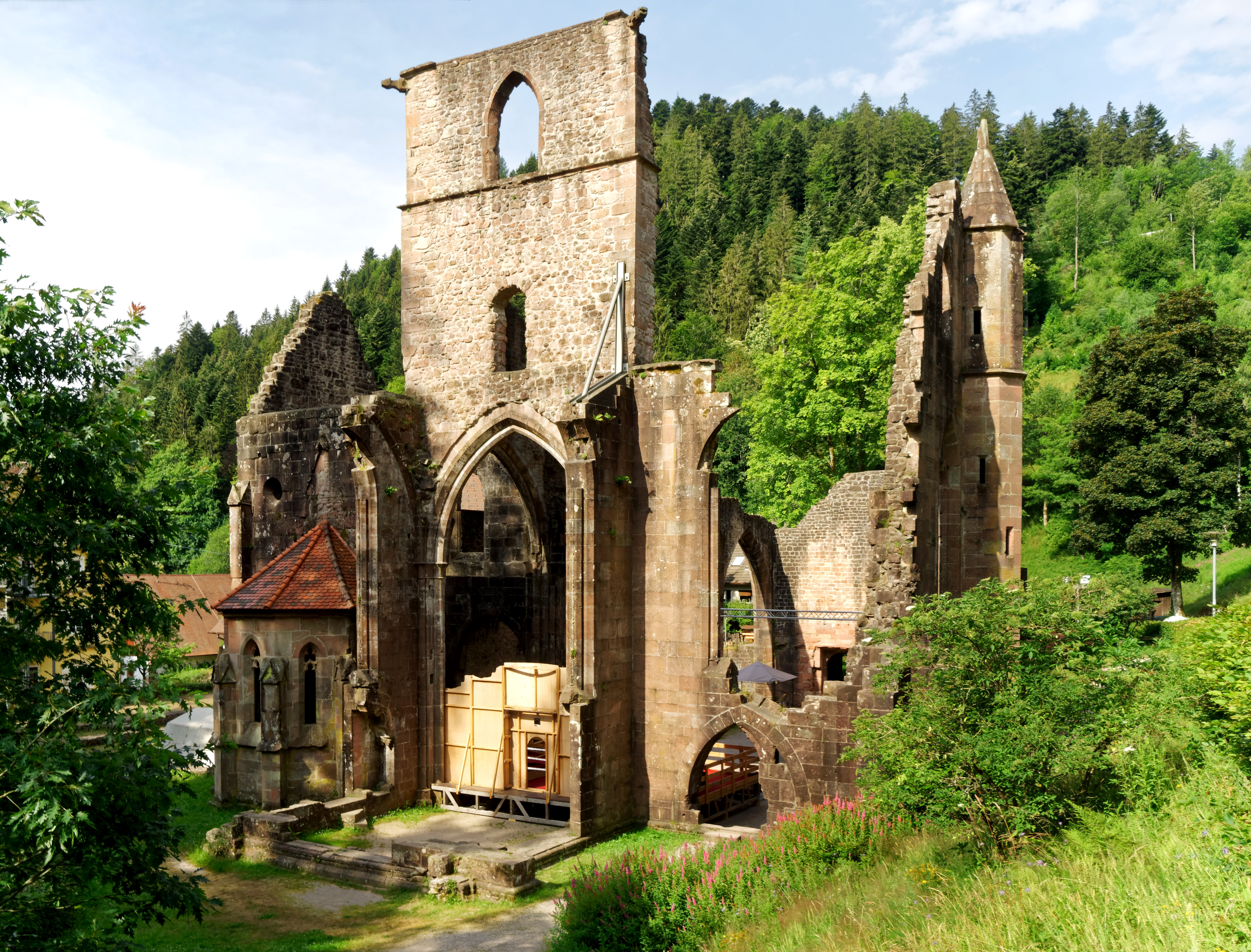
Die Ruine des Klosters Allerheiligen

Das Kloster Allerheiligen ist ein ehemaliges Prämonstratenser-Chorherrenstift auf der Gemarkung von Oppenau im Schwarzwald. Das im Lierbachtal, einem Seitental des Renchtals, gelegene Stift bestand von circa 1195 bis zu seiner Säkularisation 1803 und hatte in dieser Zeit durch seelsorgerische Aufsicht und Klosterschule religiösen und kulturellen Einfluss auf Gebiete des mittleren Schwarzwalds, insbesondere auf das Rench- und das Achertal.
Obwohl an der Gründung Allerheiligens die führenden Adelsgeschlechter Süddeutschlands beteiligt waren und das Stift 1657 zur Abtei erhoben wurde, blieb es auf einen regionalen Wirkungskreis beschränkt und trotz seines langen Bestehens in seiner politischen Bedeutung hinter anderen süddeutschen Klostergemeinschaften zurück. Nach der Auflösung des Stifts zerfielen die Gebäude, bis Mitte des 19. Jahrhunderts die Ruinen als touristische Attraktion wiederentdeckt wurden.

## Gründung

### Lage

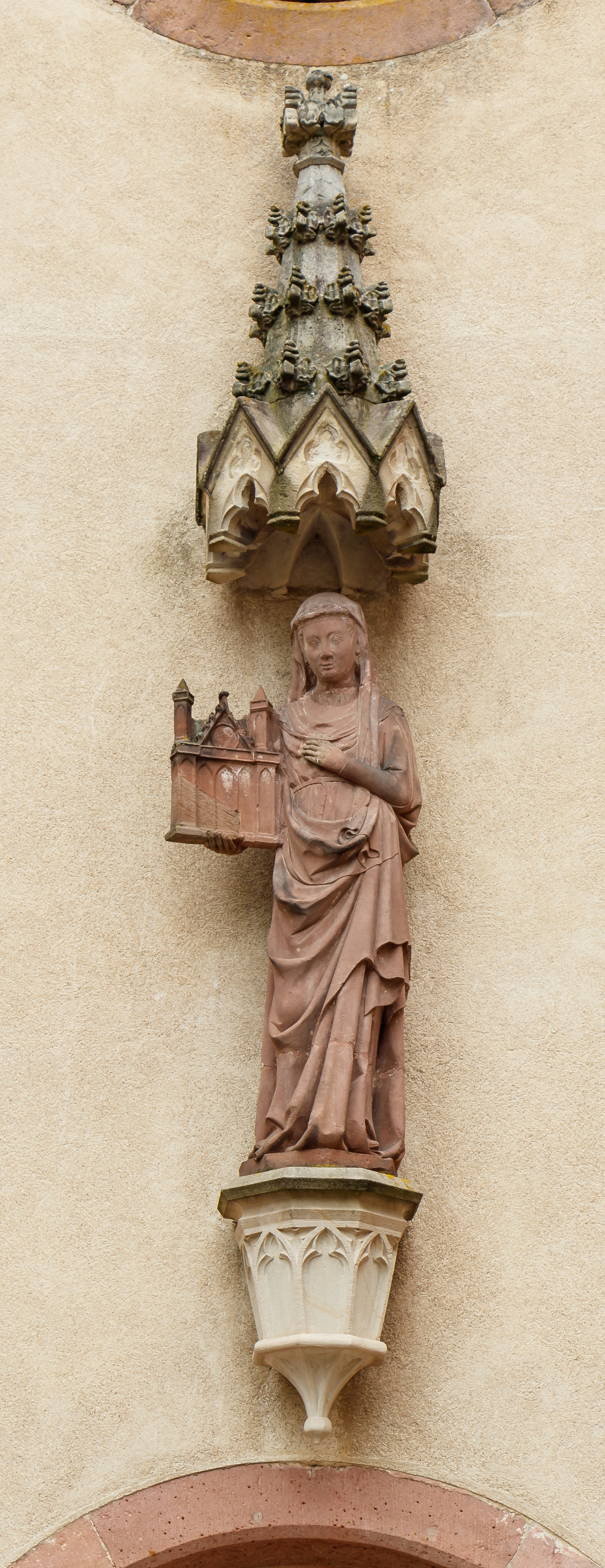
Die Gründerin Uta von Schauenburg mit dem Modell der Klosterkirche (Darstellung um 1300 aus Allerheiligen, heute im Kloster Lichtenthal)

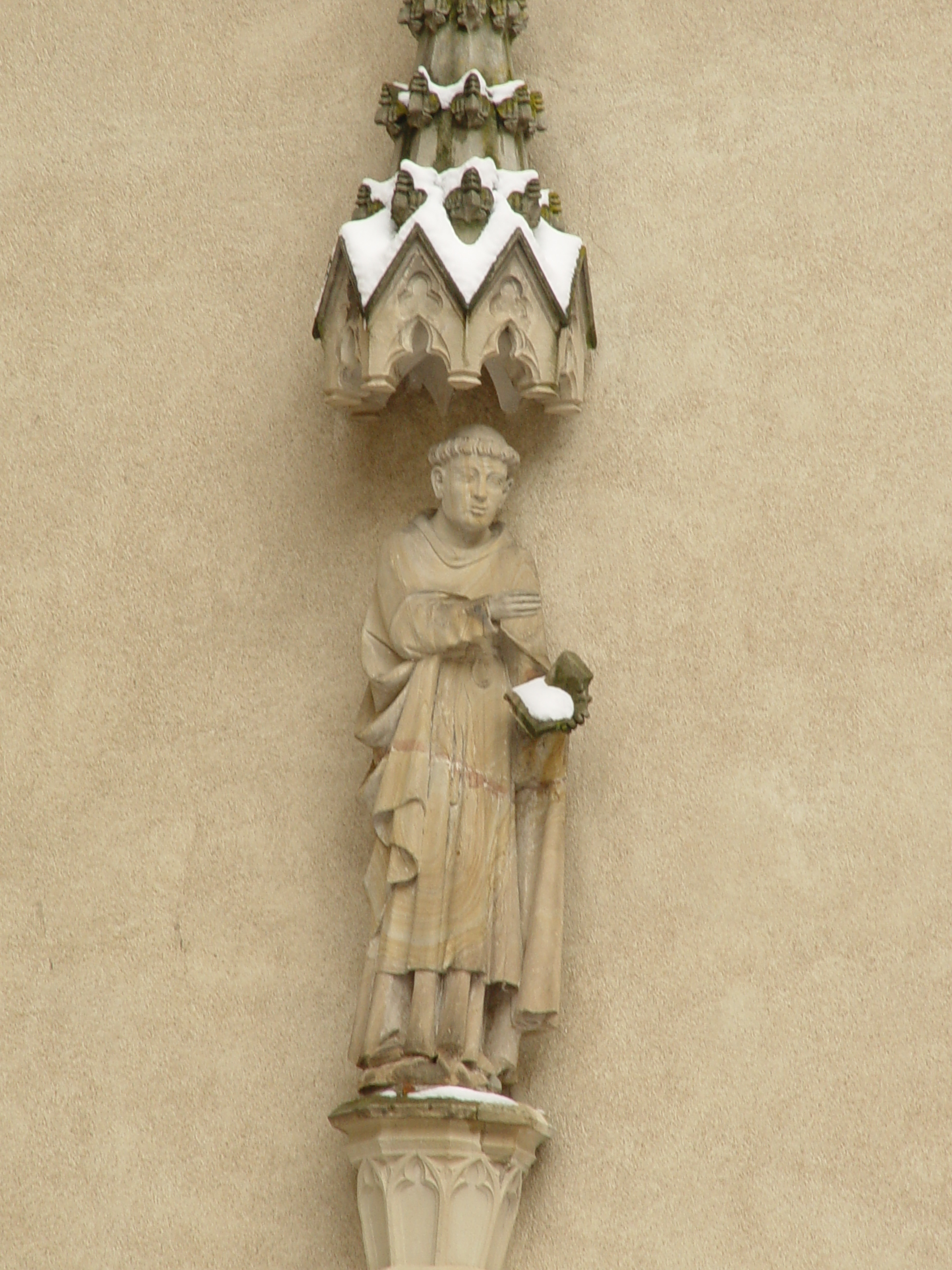
Gerungus, der erste Vorsteher (Darstellung um 1300 aus Allerheiligen, heute im Kloster Lichtenthal)

Allerheiligen wurde auf einem abgelegenen und bis ins 19. Jahrhundert nur schwer erreichbaren Platz auf den Schwarzwaldhöhen oberhalb der Büttensteiner Wasserfälle, auf der straßburgischen Seite der damaligen Bistumsgrenze zwischen dem Bistum Straßburg und dem Bistum Konstanz, gegründet. Der Platz des Klosterbaus in einer Mulde zwischen Schliffkopf und Eselskopf auf 620 Metern über N.N. soll durch einen Esel bestimmt worden sein, der oberhalb dieser Stelle einen Geldsack abgeworfen haben soll, der dann bis in die Talmulde an den zum Klosterbau bestimmten Ort gerollt sei. Als realer Kern der Sage könnte die Tatsache gesehen werden, dass das Kloster im 12. Jahrhundert noch nicht über das Lierbachtal, sondern nur mühselig über einen lediglich mit Maultieren oder Eseln begehbaren Pfad über den Sohlberg erreicht werden konnte. Gleichzeitig sind Gründungssagen, die eine zufällige oder gottgewollte Ortswahl proklamieren, für das Mittelalter durchaus verbreitet und könnten darauf hinweisen, dass der gewählte Platz zu späteren Zeiten nicht unumstritten war.
An dem Ort, an dem der Esel den Geldsack abgeworfen haben soll, wurde eine der Heiligen Ursula geweihte Kapelle errichtet, die erstmals 1352 erwähnt wurde und bis ins 19. Jahrhundert bestand.

### Gründungsurkunde
Um 1195 oder 1196 wurde die Gründungsurkunde für ein Prämonstratenser-Chorherrenstift, von der nur undatierte und vermutlich veränderte Abschriften überliefert sind, von der kurz zuvor von Welf VI. verwitweten Herzogin Uta von Calw, die in diesen Abschriften als Uta von Schauenburg erwähnt wird, ausgestellt und vom in Oberehnheim weilenden staufischen Kaiser Heinrich VI. bestätigt. Als Gründungsdatum Allerheiligens wird unter Verweis auf die Dauer einer Stiftsgründung oft das Jahr 1192 angesehen, andere Datierungen bringen das Todesjahr Welfs VI., 1191, mit der Gründung in Zusammenhang oder gehen auf Basis späterer Urkunden von einem noch früheren Zeitpunkt der Gründung aus.
Die Stiftung umfasste neben dem eigentlichen Grund und Boden des Stifts, der ungefähr durch die Hänge von Schliffkopf, Braunberg, Sohlberg, Eselskopf und Melkereikopf begrenzt wurde, lediglich fünf teilweise weit voneinander entfernte Höfe im Renchtal und dessen Seitentälern, ein Waldstück, Fischfangrechte sowie als wertvollsten und umstrittensten Besitz das Patronat über die Kirche von Nußbach mit dem zugehörigen Kirchenzehnten. Da das erste Klostersiegel fünf „Mönche“ zeigt, wird vermutet, dass die Stiftung der fünf Höfe den Lebensunterhalt ebenso vieler Chorherren sichern sollte und die Gemeinschaft zu Beginn aus fünf Personen bestand.
Im teilweise nur in Randlagen erschlossenen Schwarzwald hatten die miteinander verwandten Adelsgeschlechter der Zähringer, Staufer und oberschwäbischen Welfen umfangreichen Besitz. Besitzstreitigkeiten dieser Familien im Schwarzwald spiegelten hierbei deren Konflikt um politischen Einfluss auf Reichsebene wider. Grundlage der Stiftung Utas, die eine Tochter des Pfalzgrafen Gottfried von Calw und Liutgards von Zähringen war, bildete das aus ihrem elterlichen Erbe stammende Wittum. Der einzige Sohn aus der Ehe Utas und Welfs VI., Welf VII., war bereits 1167 gestorben, Uta selbst zum Zeitpunkt der Gründung bereits über 70 Jahre alt.
Vermutlich war ein Streit um den Eigenbesitz Utas und dessen Verwendung wesentlicher Antrieb der Klostergründung, da die Staufer aufgrund einer Erbvereinbarung mit Welf VI. das Erbe der schwäbischen Welfen beanspruchten und sich damit in der Ortenau die Machtbalance zwischen den Zähringern, den Staufern und dem Hochstift Straßburg veränderte. Die Gründung des Stifts könnte damit auch dazu gedient haben, Grenz- und Besitzstreitigkeiten um die Grundherrschaft des noch unerschlossenen Gebietes zu verhindern. Diese Interpretation wird gestützt durch die spärliche Ausstattung des Stifts, die zusammen mit der sich abseits aller Verkehrswege befindenden Lage verhinderte, dass Allerheiligen eigenständigen politischen Einfluss erreichen konnte. Neben der Gründung Allerheiligens bedachte Uta aus ihrem Eigentum auch die den Grafen von Calw verbundenen Klostergemeinschaften in Hirsau und Sindelfingen, Erben ihres Eigenbesitzes wurden nicht die Staufer, sondern die Grafen von Eberstein.
Zwar war die Hauptzeit der Gründung von Stiften nach den Regeln Norberts von Xanten in Südwestdeutschland Ende des 12. Jahrhunderts bereits vorüber und die Wahl dieses Ordens für ein abseits gelegenes Kloster aufgrund der starken seelsorgerischen Orientierung der Prämonstratenser ungewöhnlich, Utas Wahl der Prämonstratenser könnte jedoch von der Tatsache geleitet worden sein, dass Welf VI. das ebenfalls prämonstratensischen Regeln folgende Kloster Steingaden gegründet hatte und dort zusammen mit seinem Sohn auch begraben ist. Teilweise wird aus dieser Analogie auch geschlossen, dass Uta Allerheiligen als Grablege für sich vorgesehen haben könnte. Da Uta vermutlich vor 1200 verstarb, wurde sie im zu diesem Zeitpunkt noch nicht fertiggestellten Stift aber mit Sicherheit nicht begraben.
1200 bestätigte Heinrichs Nachfolger Philipp von Schwaben die Stiftung erneut und sicherte ihr nochmals Reichsunmittelbarkeit, Vogteifreiheit und das Kirchenpatronat über Nußbach zu.

### Päpstliches Privileg
1204 bestätigte Papst Innozenz III. die Gründung des Stifts. In dieser Urkunde werden jedoch als Stifter von Grund und Boden nicht nur Uta, sondern auch ihr Mann und darüber hinaus die beiden Zähringer Hugo von Ulmburg und Berthold IV. genannt. Auch wird ein vermutlich vom Kloster Marchtal stammender Gerungus als erster Propst des Stifts Allerheiligen erwähnt, der in späteren Darstellungen als Sohn Utas von Schauenburg ausgegeben wird. Diese zur Gründungsurkunde veränderte Darstellung wird als weiteres Indiz für einen der Stiftsgründung zugrundeliegenden Erbkonflikt gesehen, insbesondere da sich die Einbeziehung des bereits 1186 verstorbenen Zähringer Herzogs und dessen Bruders Hugo, der zähringische Besitzungen in der Ortenau geerbt hatte, zur Anfechtung von Ansprüchen der Zähringer Familie verwenden ließ. Aus vermutlich dem gleichen Grund wurden die Rechte Allerheiligens in späteren Urkunden von Papst Honorius III., Kaiser Friedrich II. und den Straßburger Bischöfen bestätigt, als nach dem Aussterben der Zähringer 1218 mit den Grafen von Freiburg Streitigkeiten um Rechte in Nußbach ausbrachen.

## Entwicklung des Stifts

### Rechtsstellung

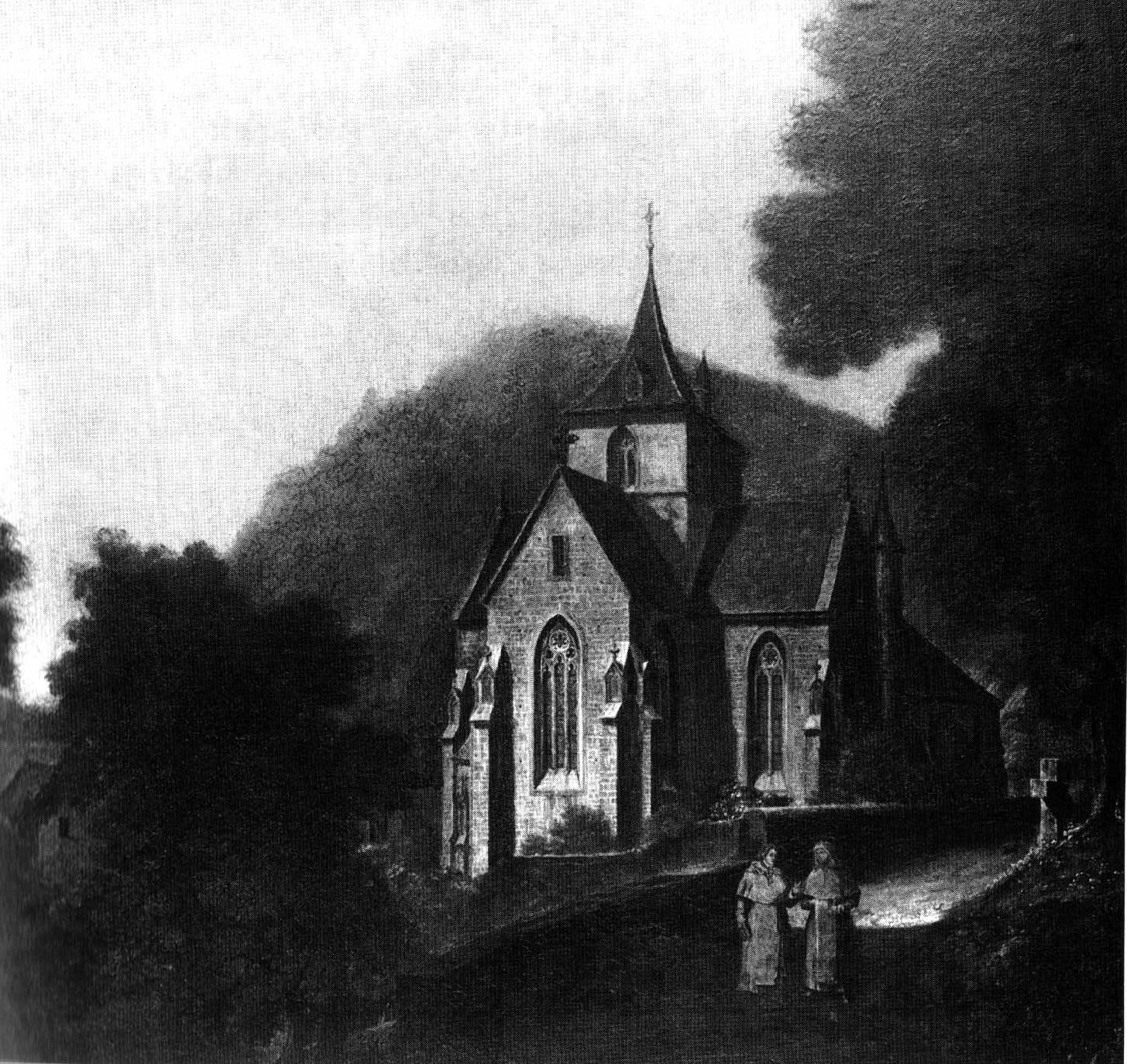
Kloster Allerheiligen (historisierendes Gemälde von Baron Roeder von Diersburg, 1823)

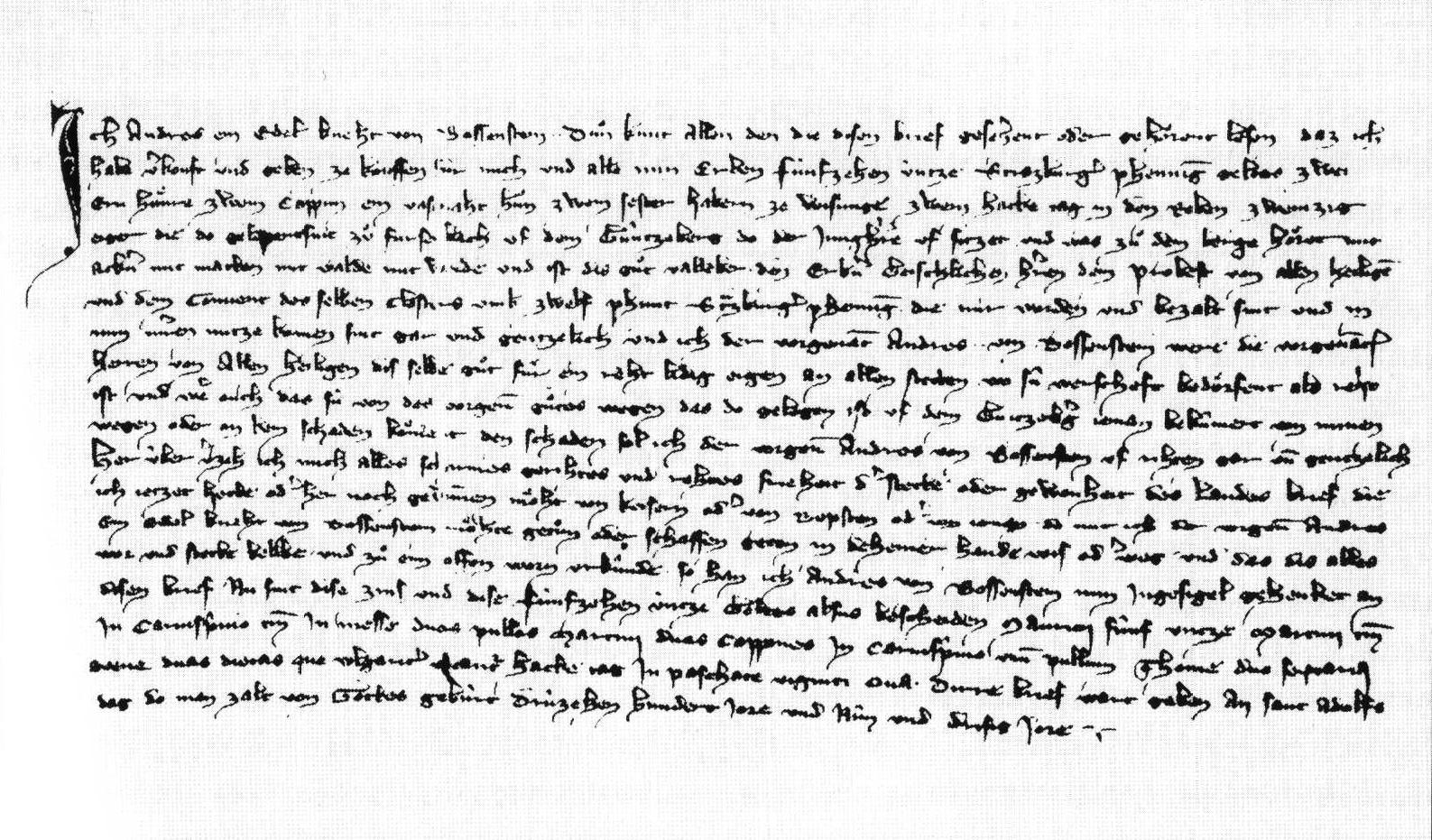
Urkunde vom 19. August 1339 zum Kauf des Günzberghofes durch Allerheiligen

Der Einfluss der Bischöfe von Straßburg über Allerheiligen wurde durch das Aussterben der Zähringer und Staufer im 13. Jahrhundert gefestigt. Das Ende der mit der Gründung befassten Adelsgeschlechter verhinderte auch, dass Allerheiligen die Förderung sowie die politischen Implikationen eines Hausklosters zuteilwurden. 1225 bestätigte der Straßburger Bischof Berthold von Teck das Patronatsrecht über Nußbach und die zugehörigen Kapellen in Oberkirch und Oppenau und erhob die Kapellen zu ständig mit Seelsorgern zu besetzenden Gotteshäusern. In der Folge übernahm Allerheiligen, teilweise gefördert von den Straßburger Bischöfen, endgültig die eigenständige kirchliche Organisation des Renchtals und umliegender Gebiete.
Die bei der Gründung gewährte Reichsunmittelbarkeit, Vogteifreiheit, Steuerfreiheit sowie Immunität vor jeglicher Strafverfolgung im Klosterbereich selbst kollidierte ab dem 14. Jahrhundert allerdings mit den Expansionsbestrebungen des Straßburger Bistums. War zu Beginn der Einfluss Straßburgs auf die Pfarrseelsorge beschränkt, so versuchte das Hochstift Straßburg, nachdem es 1316 seine weltliche Herrschaft über das Renchtal konsolidiert hatte, Allerheiligen und die zum Stift gehörenden Güter auch Steuerpflichten sowie der niederen und hohen Gerichtsbarkeit des Hochstifts zu unterwerfen. Über die Jahrhunderte geriet Allerheiligen so zunehmend unter die Herrschaft der Straßburger Bischöfe, die ab 1475 die Wahl des Vorstehers der Gemeinschaft bestätigten. Vor allem im 18. Jahrhundert verstärkte sich der Zugriff der Straßburger Bischöfe. Streitigkeiten entzündeten sich regelmäßig an Steuerforderungen Straßburgs gegen Güter Allerheiligens sowie an der Ausgestaltung der Anerkennungsrechte bei der Wahl des Propstes oder Abtes. Nachdem die Finanzen des Stifts bereits mehrfach zur Erweiterung der Machtbasis des Straßburger Bistums eingesetzt wurden, entzog das Bistum 1756 Allerheiligen die Gottesdienstrechte in den Pfarrkirchen und schickte stattdessen Kapuziner in die Gemeinden des Renchtals. 1757 kapitulierte das Stift und erkannte den Bischof von Straßburg im Vertrag von Zabern erstmals als Landesherrn an.

### Kirchenrechtliche Einbindung
Die ersten Kanoniker des neugegründeten Stifts stammten aus den Gemeinschaften in Oberzell und Marchtal. Allerheiligen stand zu Beginn vermutlich unter der Aufsicht des Klosters Marchtal, wurde aber bereits 1217 direkt der Mutterabtei des Ordens in Prémontré unterstellt. Marchtal verzichtete Mitte des 13. Jahrhunderts auf seine letzten verbliebenen Einflussrechte. Allerheiligen gehörte für die meiste Zeit seines Bestehens zur Zirkarie Schwaben des Prämonstratenserordens, lediglich der Katalog von 1320 weist es der Zirkarie Wadgassen zu. Die Pröpste des Stifts stammten zu Beginn hauptsächlich aus dem niederen Adel der Region. Aus dem Umfeld der mit der Gründung befassten Geschlechter findet sich mit dem dritten Propst Heinrich von Teck aus einer zähringischen Nebenlinie lediglich ein Vorsteher des Stifts. Bereits früh stammten die Pröpste dann aus bürgerlichen Familien.
1248 wurden Chorherren aus Allerheiligen auf Wunsch des Mainzer Bischofs Siegfried in das Kloster Lorsch entsandt, um es in ein Prämonstratenserstift umzuwandeln, seither war Lorsch eine filia des Klosters. Nachdem Allerheiligen ihr Gebäude erworben hatte, traten 1297 die sieben verbliebenen Straßburger Sacciten mit Genehmigung von Papst Bonifatius VIII. geschlossen dem Stift bei und bildeten eine bis 1320 bestehende zum Mutterhaus gleichnamige Gemeinschaft in Straßburg. Eine weitere filia entstand im 14. Jahrhundert mit dem Kloster St. Nikolaus in Hagenau. 1657 wurde Allerheiligen vom Generalkapitel des Prämonstratenserordens zur Abtei erhoben.

## Ökonomische Grundlagen und Baugeschichte

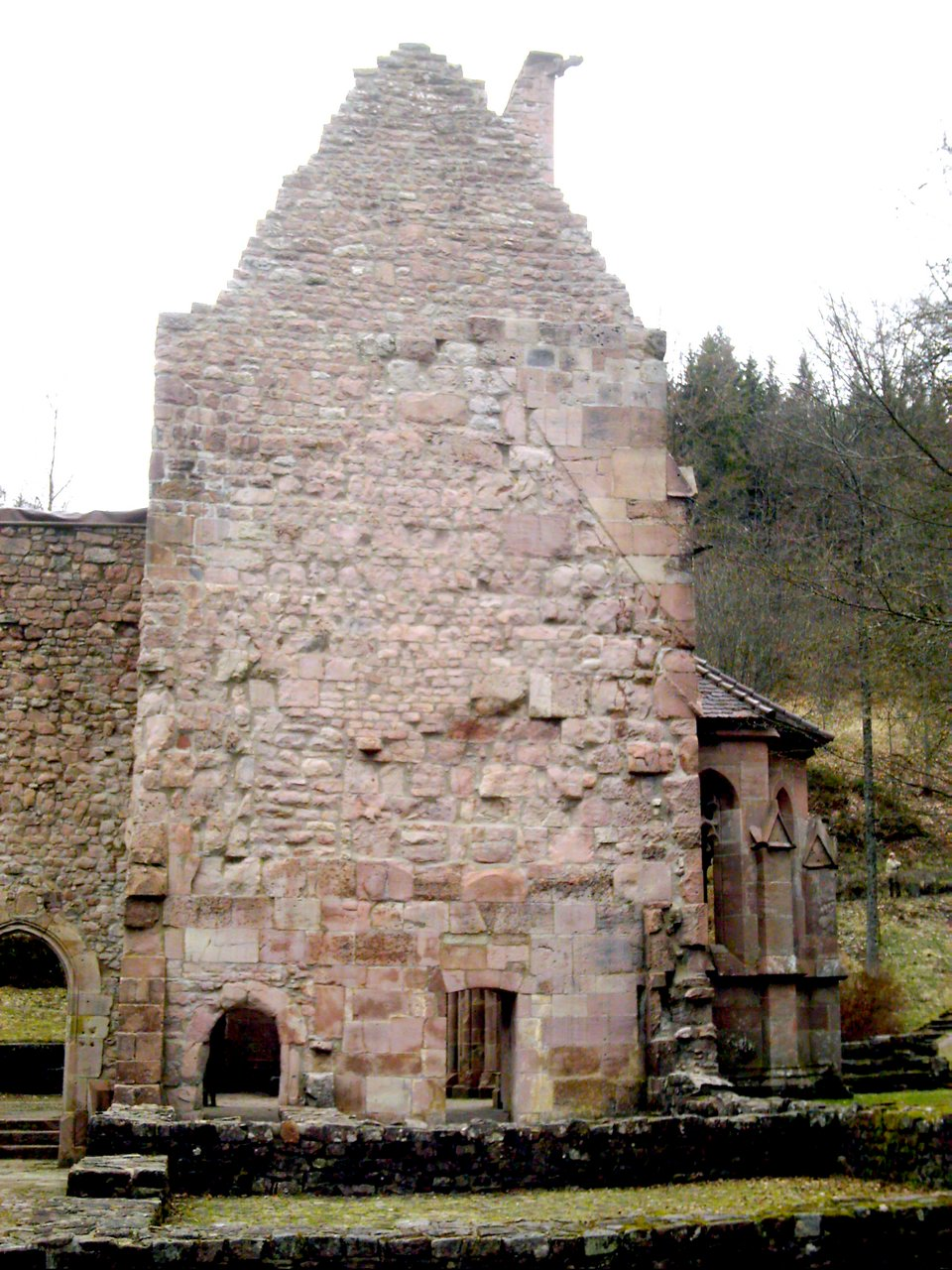
Das an das Konventsgebäude anschließende südliche Querhaus mit Seitenkapelle (Erhaltungszustand 2006)

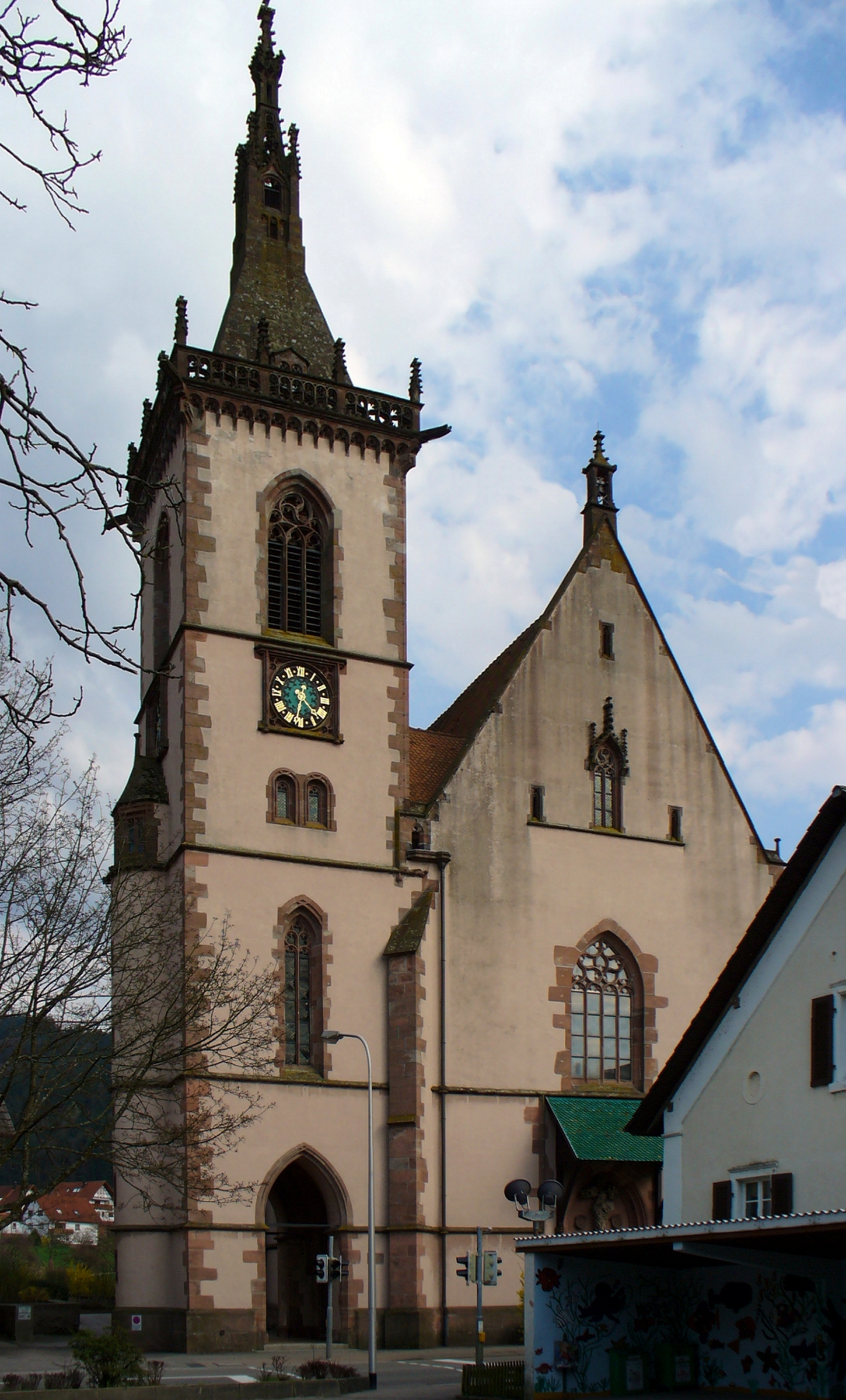
Maria Krönung, Lautenbach, 2005. Der Turm wurde erst nach Aufhebung des Stifts zwischen 1895 und 1898 errichtet.

### Errichtung des Stifts
Nach dem Tod Utas scheint der Bau des Stifts nur langsam vorangekommen zu sein und teilweise auch über längere Zeit geruht zu haben. Die ältesten noch erhaltenen Bauteile der Ruine der Klosterkirche aus lokalem Buntsandstein werden auf Anfang bis Mitte des 13. Jahrhunderts datiert und sind stilistisch der Straßburger Bauhütte zuzuordnen. An der Ruine des kreuzförmigen Kirchenbaus sind noch Stilmerkmale aller Bauphasen des Kirchengebäudes von Spätromanik bis zur Spätgotik zu erkennen. Der Westteil des Gebäudes bestand aus einem dreischiffigen spätgotischen Langhaus mit spätromanischer Fassade im Eingangsbereich. Der wie die Querschiffe viereckig ausgeführte Chor der Ruine weist frühgotische Stilelemente in den Kapitellen und den Gewölberippen auf, die auf einen Zeitraum von circa 1220 bis 1250 datiert werden und damit zu den ältesten bekannten gotischen Bauformen am Oberrhein zählen. Die rechteckige Vierung war von einem Turm bekrönt. Der Kapellenanbau am südlichen Querschiff ist äußerlich noch erhalten und weist im Innern das vollständige sechsteilige Gewölbe mit Schlussstein auf, dieser weist Ähnlichkeiten mit dem Patronatswappen des Stifts Allerheiligen auf.
An der Südseite der Kirche schlossen die Klausurgebäude und der Kreuzgang an.

### Ökonomische Grundlagen
Weitere Zustiftungen im Rench- und Achertal sowie kleinere Rodungstätigkeiten auf dem Sohlberg und dem Eselskopf erweiterten zusammen mit der Förderung durch die Straßburger Bischöfe ab dem 13. Jahrhundert die wirtschaftliche Grundlage des Prämonstratenserstifts. Zu den wesentlichen Zustiftungen gehörten die im vorderen Renchtal gelegenen, zuvor Berthold von Winterbach überlassenen Reichslehen, die der Staufer Heinrich (VII.) dem Stift 1233 übereignete sowie die ebenfalls im vorderen Renchtal und der Rheinebene gelegenen Güter, die dem Kloster 1306 durch die Schenkung einer bürgerlichen Renchener Familie zufielen. 1319 konsolidierte das Stift diesen Besitz im vorderen Renchtal, indem es mit dem Bischof von Straßburg das auf Besitz Allerheiligens entstandene Dorf mit Burg Friedberg (heute Oppenau) gegen Güter bei Oberkirch tauschte. Im Achertal wurden dem Stift 1369 Güter in Kappelrodeck und Niederachern vermacht.
Durch Erwerb weiterer Höfe in den umliegenden Schwarzwaldtälern, der Rheinebene und im Elsass verbreiterte Allerheiligen seine wirtschaftlichen Grundlagen. So erwarb das Stift 1348 vom Kloster Schuttern Besitzungen bei Renchen. Weitere Rechte im Renchtal erwarb Allerheiligen von verschiedenen lokalen Adelsfamilien, insbesondere den Familien Rohart von Neuenstein, Schauenburg und Bosenstein. Aus diesen Familien stammten auch hin und wieder Pröpste des Stifts, so beispielsweise Konrad von Schauenburg von 1262 bis 1289 oder Johannes Rohart von Neuenstein, der der Gemeinschaft zwischen 1319 und 1350 vorstand.
Dem seelsorgerischen Ansatz der Prämonstratenser folgend, bewirtschaftete das Stift nur wenige der Güter selbst, im Wesentlichen beschränkte sich diese Tätigkeit auf den eigentlichen Klosterbereich. Die weiter entfernt liegenden Felder und Höfe wurden teils durch Konversen bewirtschaftet, meist aber als Zeit- oder Erblehen an lokale Bauern gegeben. Trotzdem betrugen die Einnahmen des Stifts noch 1407 erst circa 100 Mark Silber jährlich. Im gleichen Jahr erhielt Allerheiligen das Patronat über die Kirche in Appenweier, wenige Jahre später folgte das Patronat der Kirche in Oberachern.
Nachdem 1469 größere Bauarbeiten am Klosterareal begonnen wurden, die vermutlich auf eine Fertigstellung des im 12. Jahrhundert begonnenen Bauplans abzielten, zerstörte ein von der Klosterküche ausgehender Brand am 13. April 1470 das Klausurgebäude und die Kirche.
Während des Wiederaufbaus des Stifts zogen die Chorherren von Allerheiligen nach Lautenbach und fanden dort Unterkunft auf den Gütern der Familie des Propstes Andreas Rohart von Neuenstein. 1480 übernahm das Stift aufgrund finanzieller Schwierigkeiten der Ortenauer Ritterschaft die von dieser begonnene noch unfertige Kirche Mariä Krönung in Lautenbach, deren Marienwallfahrt anschließend zu einer wichtigen Einnahmequelle für das Stift wurde. Gleichzeitig diente die Kirche mit zugehörigem Rektoratshaus während verschiedener Phasen, insbesondere nach dem Brand in Allerheiligen im Jahr 1555, teilweise längere Zeit als Wohnsitz von Chorherren aus Allerheiligen. Bereits während der Bauzeit der Kirche versuchten diese auch, das Stift komplett in das klimatisch freundlichere und weniger abgelegene Lautenbach zu verlegen. Bereits für 1484, das Jahr der Rückkehr des Konvents von Lautenbach nach Allerheiligen, ist erstmals belegt, dass die Chorherren einen Eid ablegen mussten, niemals den Sitz des Stifts an einen günstigeren Ort zu verlegen.
Spätgotische Stilmerkmale aus dem Aufbau nach dem Kirchenbrand in Allerheiligen finden sich noch an den Arkaden des Langhauses. Auch nach dem zweiten Brand wurde die Klosterkirche ab 1556 auf den Resten des alten Gebäudes wiederhergestellt.

## Das Stift in der Reformationszeit

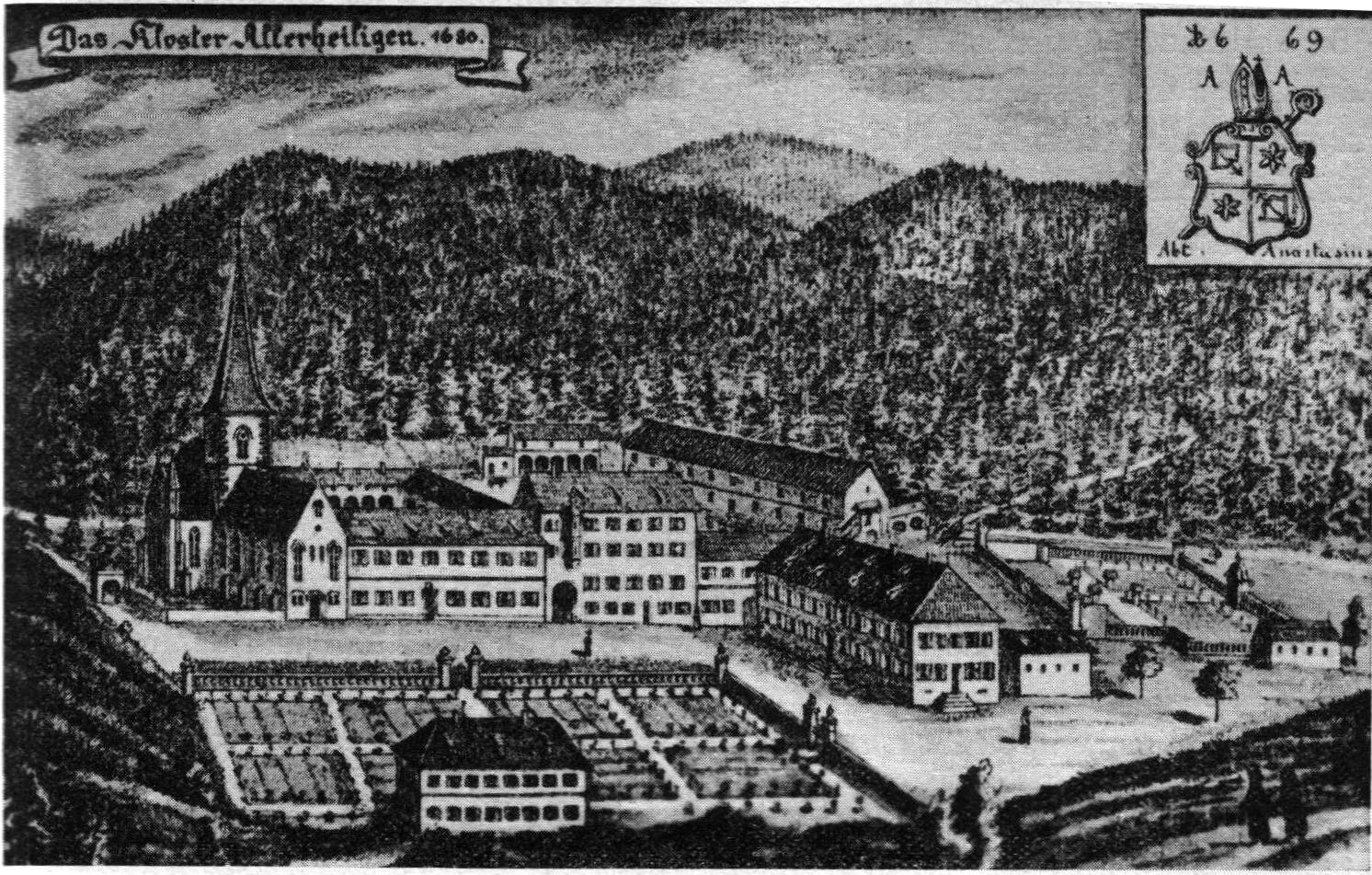
Allerheiligen nach der Erhebung zur Abtei (Darstellung mit Datum 1680 sowie dem von der Gartenbalustrade Allerheiligens abgezeichneten Abteiwappen mit Datum 1669 und Hinweis auf den amtierenden ersten Abt Anastasius Schlecht)

Nur knapp überstand Allerheiligen die Reformationszeit, in der die meisten benachbarten klösterlichen Gemeinschaften wie Alpirsbach, Kloster Reichenbach (Schwarzwald) oder Kniebis untergingen. Im Rahmen der Bauernkriege kam es zu Zerstörungen am Besitz Allerheiligens. So wurden am 2. Mai 1525 Klosterhof und Kirche von Oberkirch, tags darauf jene in Lautenbach geplündert. Schließlich wurde noch die Kirche in Allerheiligen selbst gestürmt und verwüstet. Gegen Zahlung von 100 Gulden erreichten Adlige, Stift und lokale Bauern Ende des Monats eine Einigung, die die Rückgabe der geplünderten Kirchengegenstände vorsah.
Auch nachdem in Straßburg die Reformation zur Aufhebung der Klöster führte und das Renchtal an die protestantischen Herzöge von Württemberg verpfändet wurde, blieb das klösterliche Leben ununterbrochen bestehen. 1592 konnte sich das durch den Straßburger Kapitelstreit konfessionell gespaltene Straßburger Domkapitel nicht auf einen neuen Bischof einigen. Der Kandidat der protestantischen Partei, Johann Georg von Brandenburg, regierte nach einem Kompromiss von 1593 die rechtsrheinischen Gebiete des Hochstifts. Er untersagte Allerheiligen die Aufnahme von Novizen und ließ die Klosterschule schließen. Die in Allerheiligen verbliebenen drei Chorherren wählten 1594 Jakob Jehle zum Propst, der jedoch von Johann Georg nicht bestätigt wurde. Stattdessen wurde Jehle von Soldaten des protestantischen Bischofs gefangen genommen, in der Festung Dachstein interniert und blieb ohne weiteres Lebenszeichen verschollen. Nur durch den Einsatz des Generalvikars Jan Lohelius, der auf Bitten der Äbte der schwäbischen Zirkarie bei Kaiser Rudolf II. intervenierte, konnte eine Auflösung des Stifts verhindert werden. Mit dem aus dem Kloster Strahov kommenden Johannes Schüßler wurde erst 1600, nachdem Rudolf II. die Besetzung des Bischofsamts zugunsten des katholischen Kandidaten Karl von Lothringen entschieden hatte, wieder ein neuer Propst bestimmt. Zu diesem Zeitpunkt lebte in Allerheiligen nur noch ein Kanoniker. Schüßler erreichte eine Einigung mit Johann Georg, woraufhin das Stift gegen Zahlung einer jährlichen Abgabe seine Güter und Rechte zurückerhielt. 1604 verzichtete Johann Georg im Vertrag von Hagenau auf seine Rechte am Bistum. Trotz großer Verwüstungen im Renchtal vor allem durch schwedische und weimarsche Truppen überstand das Stift den Dreißigjährigen Krieg unbeschadet.

## Allerheiligen als Abtei

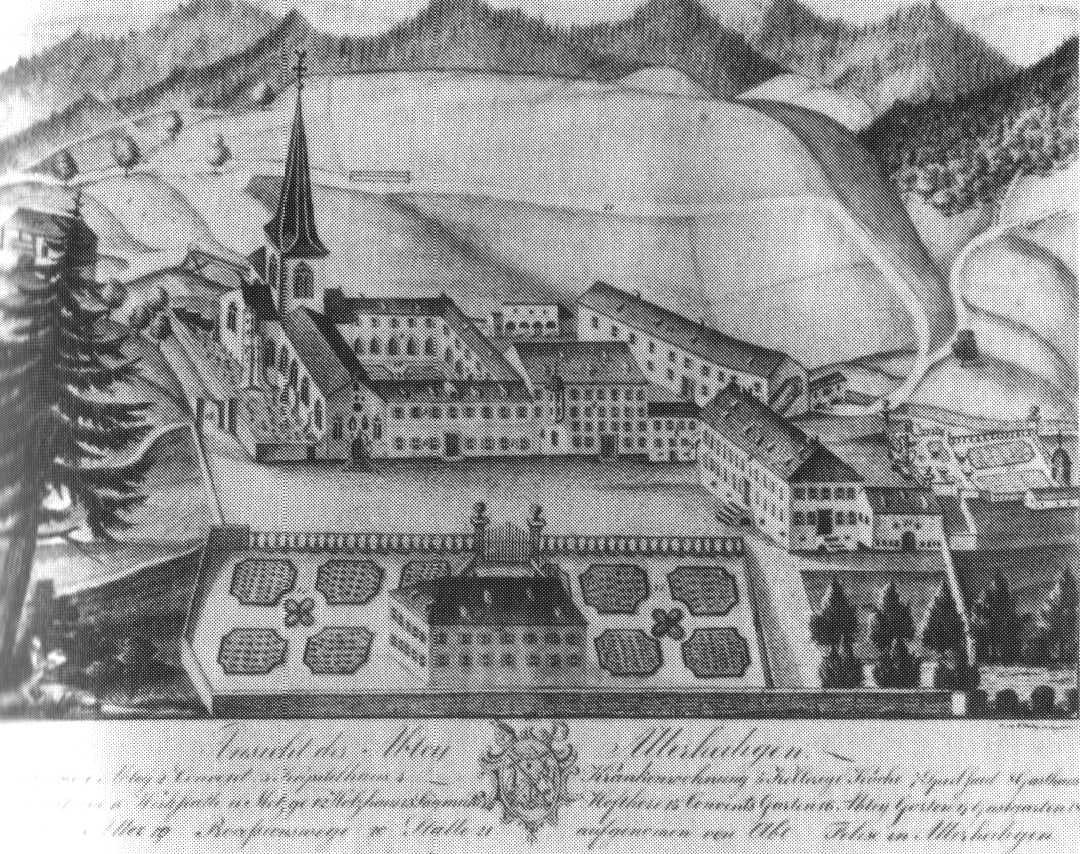
Die Abtei im Jahre 1753 (Zeichnung von B. Walter nach einer Darstellung von Abt Felix Kemmerle; Original im Heimatmuseum Oppenau)

Nach den Reformationswirren erlebte das Stift seine wirtschaftlich größte Blüte, geriet jedoch gleichzeitig in tiefgreifende Streitigkeiten mit dem Bistum Straßburg. Äußeres Zeichen für das wirtschaftliche Wohlergehen war die Zahl der Kanoniker, die zeitweise auf über 20 anstieg sowie die Erhebung Allerheiligens zur Abtei 1657. Auf Zeichnungen und Stichen aus dem 17. und 18. Jahrhundert sind neben dem von Kirche und Konventgebäuden gebildeten Kreuzgang noch Ökonomiegebäude und die Klosterschule sowie eine Umfassungsmauer zu erkennen. Nach der Erhebung zur Abtei wurde insbesondere die Innenausstattung der Gebäude barock umgestaltet. Teile dieser Innenausstattung befinden sich heute in umliegenden Pfarrkirchen. Darüber hinaus wurde trotz der Höhe und des Klimas oberhalb der Wasserfälle ein repräsentativer Garten mit Teichen angelegt, der in Bildern des 18. Jahrhunderts deutlich zu erkennen ist.
Die im Zusammenhang mit ihrer Schließung durch Johann Georg von Brandenburg 1594 erstmals erwähnte Klosterschule des Stifts entwickelte sich ab 1740 zu einem renommierten Gymnasium mit Internat, das über 50 Schüler beherbergte und gleichzeitig auch Geistliche aus dem gesamten Straßburger Bistum unterrichtete. Zu den bekanntesten Schülern gehören der Mathematiker Adrianus Eisenmann, der Theologe Franz Xaver Werk sowie der spätere badische Revolutionär Joseph Ignatz Peter.
1773 konnte die Abtei Reliquien der Heiligen Clemens von Metz und Bonifatius erwerben, die die Anziehungskraft als Wallfahrtsort erheblich vergrößerten. An hohen Feiertagen kamen bis zu 2000 Pilger in das hintere Lierbachtal. Zusammen mit dem inzwischen umfangreicheren Pachteinkommen, Forsterträgen und Zinseinkommen aus verliehenem Vermögen – 1803 hatte die Abtei Forderungen über 30.000 Gulden im regionalen Umfeld ausstehend – sorgten diese dafür, dass die Abtei über eine erheblich bessere Finanzausstattung verfügte, als in den ersten 500 Jahren des Bestehens.
Dieser Wohlstand bildete jedoch zusammen mit der Übernahme des Straßburger Bischofsamtes durch die französische Adelsfamilie Rohan die Quelle für Streitigkeiten mit dem Hochstift. Geprägt vom absolutistischen französischen Hof und dem starken Einfluss von Bischöfen in Frankreich, versuchte bereits der ab 1704 amtierende erste Bischof aus dem Haus Rohan, Armand I. Gaston Maximilien de Rohan-Soubise, seine landesherrlichen Rechte über die Abtei auszuweiten. Ab 1731 verstärkten sich zusätzlich unberechtigte oder zweifelhafte Steuerforderungen des Bistums gegenüber Gütern Allerheiligens. Bischof Louis César Constantin de Rohan-Guéméné ließ den Konflikt 1757 schließlich endgültig eskalieren, indem er die Bestätigung der Abtswahl verweigerte, keine neuen Pfarrer mehr investierte und schließlich alle von Allerheiligen eingesetzten Pfarrer abberief und durch Kapuzinerpatres ersetzte. Unter Vermittlung des Generalkapitels von Prémontré konnte nur ein nachteiliger Kompromiss gefunden werden, der die Anerkennung des Straßburger Bischofs als Landesherr beinhaltete.

## Nach dem Ende des Stifts

### Aufhebung der Abtei

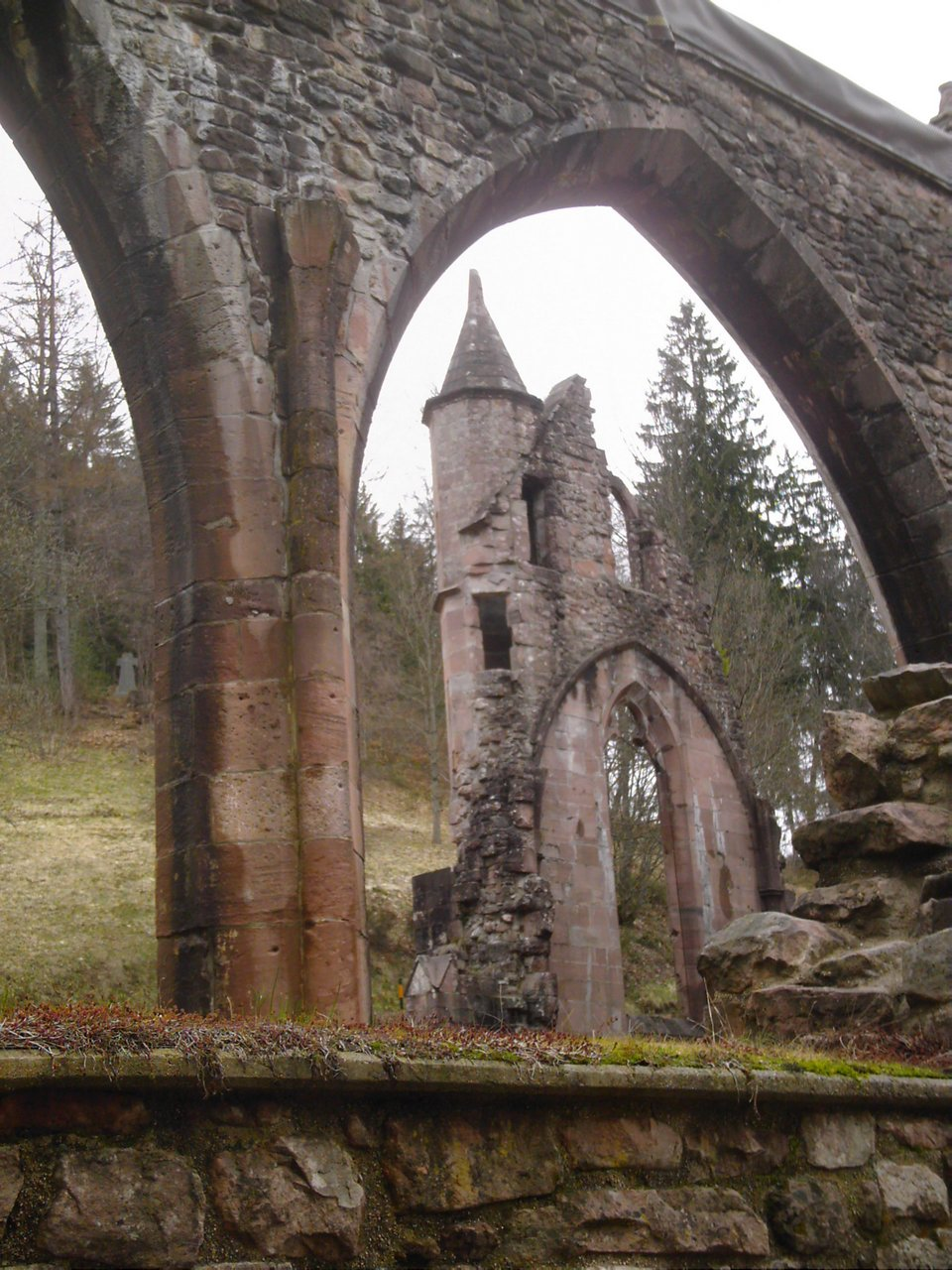
Blick durch die Arkaden auf den Turm am nördlichen Querhaus (Fotografie 2006)

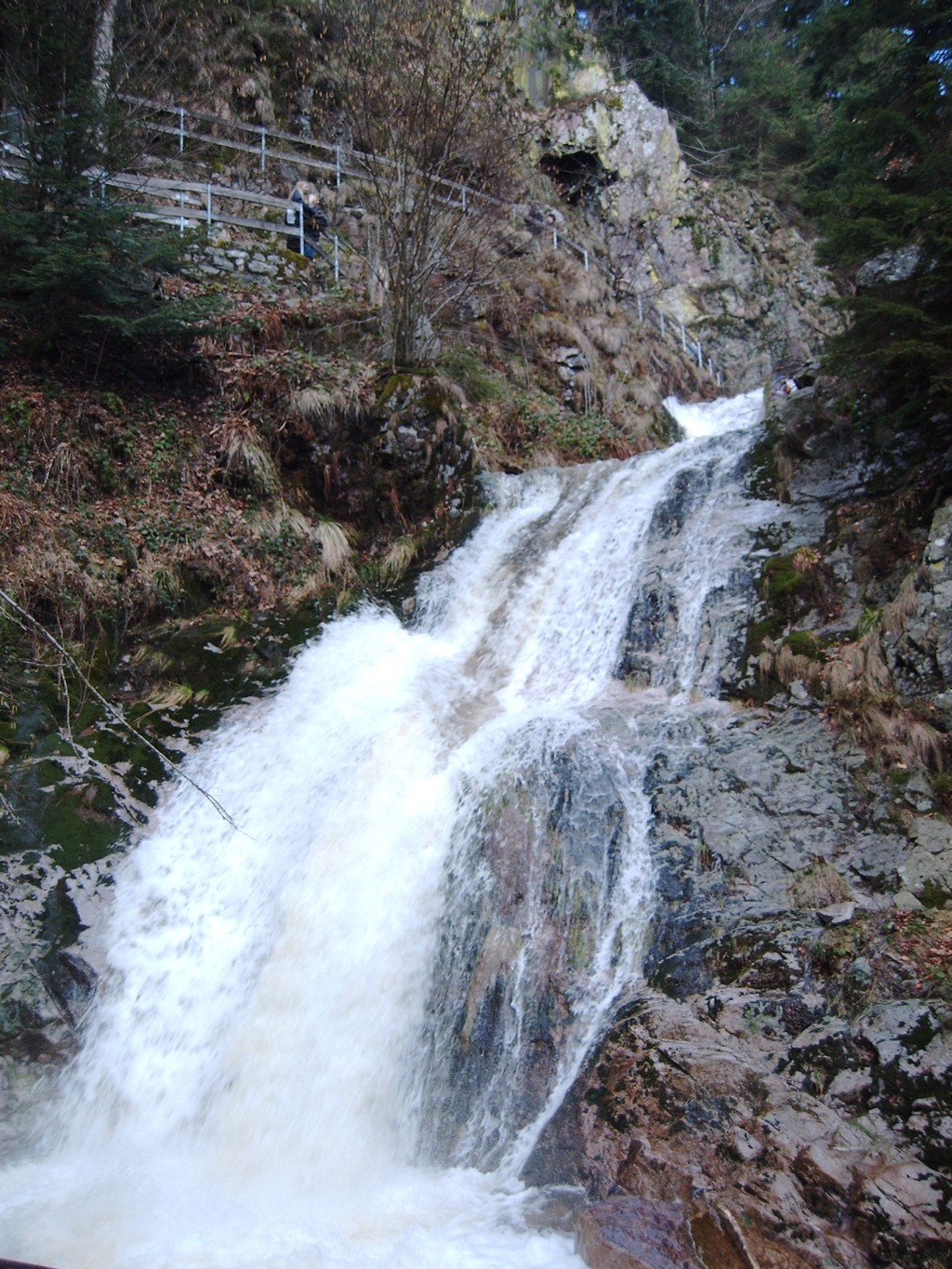
Teilansicht der Wasserfälle direkt unterhalb der Klosteranlage

Bereits der letzte Bischof des alten Straßburger Bistums, Louis René Édouard de Rohan-Guéméné, erwog die Aufhebung des Stifts Allerheiligen, als er nach seiner Flucht ins rechtsrheinische Ettenheim im Zuge der Französischen Revolution dringend finanzielle Mittel benötigte. Nachdem Baden im Rahmen der Säkularisation und im Vorgriff auf den Reichsdeputationshauptschluss die rechtsrheinischen Gebiete des Hochstifts Straßburgs besetzt hatte, hob Karl Friedrich von Baden das Stift am 29. November 1802 auf und zog den gesamten Stiftsbesitz ein. Die 29 Mitglieder des Konvents, von denen zu diesem Zeitpunkt elf im Mutterhaus wohnten, mussten die Abtei bis zum Herbst 1803 verlassen und wurden teilweise im Rektoratshaus in Lautenbach untergebracht. Zur Sicherung der seelsorgerischen Arbeit wurden vom badischen Staat zwei Kapuziner aus Oberkirch in das Abteigelände entsandt.
Der Reichsdeputationshauptschluss vom 25. Februar 1803 bestätigte das Vorgehen Karl Friedrichs, indem er in § 5 dem Haus Baden als Ersatz „für seinen Theil an der Grafschaft Sponheim, und für seine Güter und Herrschaften im Luxemburgischen, Elsaß u. s. f.“ auch „die Abteyen: Schwarzach, Frauenalb, Allerheiligen, Lichtenthal, Gengenbach, Ettenheim-Münster, Petershausen, Reichenau, Oehringen, die Probstei und das Stift Odenheim, und die Abtey Salmansweiler, mit Ausnahme von Ostrach und den unten bemerkten Zugehörungen“ zuschlug.
Am 6. Juni 1804 beschädigte ein weiterer Brand, hervorgerufen durch Blitzschlag in den Turm der Klosterkirche, das Areal. Das Kirchendach und der obere Stock des Klausurgebäudes brannten hierbei aus. Zwar ließ der badische Staat unter Leitung von Friedrich Weinbrenner das Kirchengebäude noch im gleichen Jahr wiederherrichten, die gleichzeitig erteilte Erlaubnis an die Fabrikanten Brenneisen und Förster, auf dem Gelände eine Wollspinnerei einzurichten, verhinderte jedoch eine weitere Sicherung des Bauzustands. Die Wollspinnerei wurde 1806 aufgegeben. Zwischen 1805 und 1808 wurden die Altäre und die Kunstausstattung des Stifts an die umliegenden Pfarrkirchen verkauft oder von der großherzoglichen Verwaltung verschenkt. Der Apostelfürsten- und der Magdalenenaltar sowie der Kreuzaltar mit der Darstellung Norberts von Xanten, eine Allerheiligen-Darstellung und vier Holzstatuen gelangten für insgesamt 600 Gulden in die Pfarrkirche von Bad Peterstal, Orgelteile und der Antoniusaltar nach Oppenau, zwei Altäre nach Kappelrodeck sowie Statuen von Augustinus und Norbert von Xanten nach Nußbach. Drei Statuen des Klosters Allerheiligen gelangten nach 1827 an das Kloster Lichtenthal, wo sie über dem Portal der Fürstenkapelle angebracht wurden. Sie stellen die Heilige Helena, Uta von Schauenburg sowie Gerungus dar.
Die verbliebenen Bestände der Bibliothek der Abtei, die bereits 1788 über 5000 Titel umfasste, wurden in die Hofbibliothek nach Karlsruhe sowie in die Universitätsbibliothek Heidelberg abgegeben. Das Archiv der Abtei wurde zwischen 1803 und 1805 in das Generallandesarchiv Karlsruhe verbracht, wo es weiterhin verwahrt wird.
1812 wurden auch die beiden Kapuziner abberufen. Kurz darauf wurde entschieden, in Allerheiligen keine Pfarrei einzurichten. Daraufhin wurden die Gebäude zum Abbruch versteigert und als Steinbruch für die neue Kirche in Ottenhöfen sowie für das Gotteshaus in Achern benutzt. Bis auf den Westflügel, der als Forsthaus verwendet wurde, und ein Ökonomiegebäude wurde die Anlage aufgegeben. Bereits 1820 stürzte als Folge die Klosterkirche ein.

### Touristische Nutzung

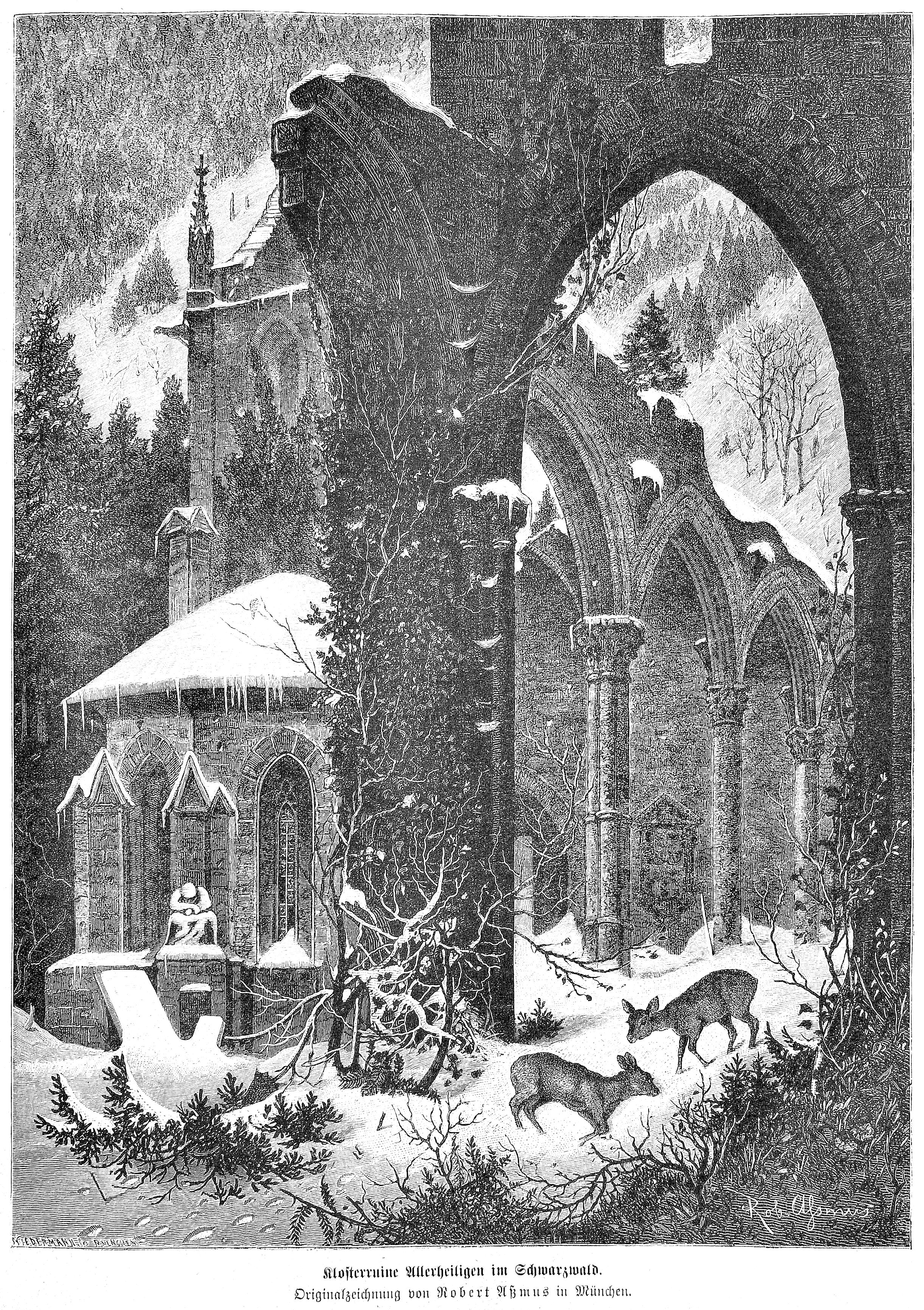
Darstellung der Ruine in der Gartenlaube von 1879

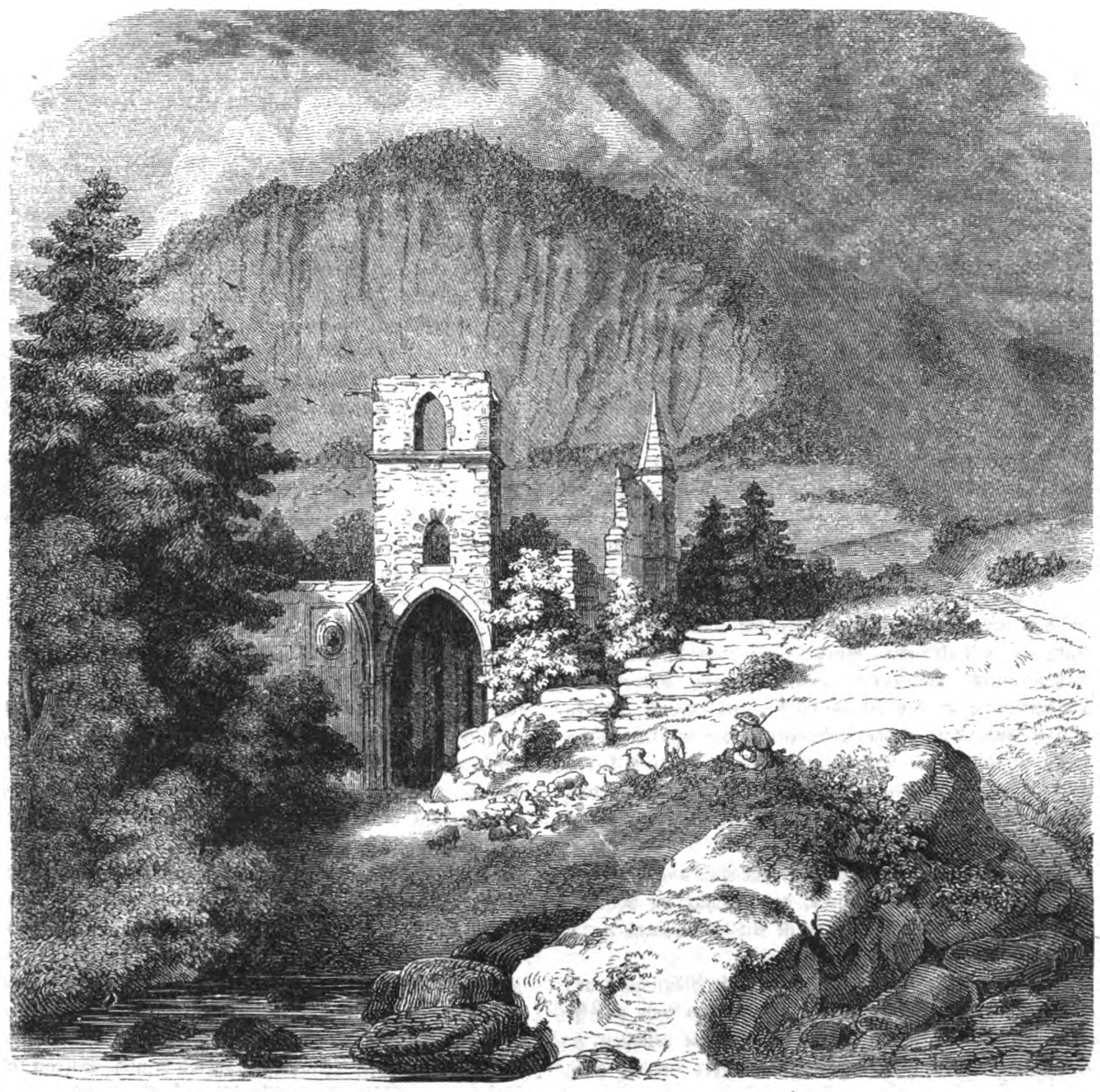
Ruine des Klosters Allerheiligen

Erste Beschreibungen zum Kloster als touristischer Sehenswürdigkeit erschienen bereits in den 1820er Jahren. Im Forsthaus im Westflügel wurde von Förster Mittenmeier 1844 eine Gaststätte eingerichtet, nachdem ab 1840 die Büttensteiner Wasserfälle über das Lierbachtal touristisch erschlossen wurden und auch die Ruine der Abtei im Zuge der Romantik weitere Reisende anzog. Ebenfalls 1840 verbot die badische Forstdomäne die Benutzung der Ruine als Steinbruch und begann wenige Jahre später mit der Sicherung des Geländes und Erhaltungsmaßnahmen an der Ruine. 1853 besuchte Karl Baedeker die Reste der Abtei und beschrieb sie in seinem Reiseführer, was die Besucherzahl weiter steigerte. 1871 wurde die Gaststätte zu einem dreistöckigen Kurhotel erweitert, bereits 1887 entstand ein zweites Hotelgebäude.
Aufgrund der Erwähnung im Baedeker besuchte auch Mark Twain auf seiner Europareise 1878 die Ruine und beschrieb Abtei, Wasserfälle und das Hotel in seinem Buch A Tramp Abroad:

“All our afternoon’s progress had been uphill. About five or half past we reached the summit, and all of a sudden the dense curtain of the forest parted and we looked down into a deep and beautiful gorge and out over a wide panorama of wooded mountains with their summits shining in the sun and their glade-furrowed sides dimmed with purple shade. The gorge under our feet – called Allerheiligen – afforded room in the grassy level at its head for a cozy and delightful human nest, shut away from the world and its botherations, and consequently the monks of the old times had not failed to spy it out; and here were the brown and comely ruins of their church and convent to prove that priests had as fine an instinct seven hundred years ago in ferreting out the choicest nooks and corners in a land as priests have today.”

„Den ganzen Nachmittag ging es bergauf. Um fünf oder halb sechs erreichten wir den Gipfel und plötzlich teilte sich der dichte Vorhang des Waldes und wir schauten in eine tiefe, schöne Schlucht hinunter mit einem weiten Panorama bewaldeter Berge dahinter, deren Gipfel in der Sonne leuchteten und deren von Lichtungen durchzogene Hänge von violetten Schatten gedämpft wurden. Die Schlucht zu unseren Füßen – genannt Allerheiligen – bot am Ende ihres grasbewachsenen Bodens gerade genug Platz für ein abgeschieden von der Welt mit ihren Belästigungen gelegenes, gemütliches, entzückendes Menschennest, und folglich hatten die Mönche der alten Zeit nicht verpasst, es zu entdecken. Hier waren die braunen und anmutigen Ruinen ihrer Kirche und ihres Konvents, die bewiesen, dass auch die Priester vor siebenhundert Jahren bereits den gleichen guten Riecher hatten, die besten Winkel und Ecken eines Landes aufzuspüren, wie heute.“

1947 erwarb der Caritasverband Mainz das Hotelareal und errichtete ein Kurheim für Kinder. Seit 1978 wird dieses als Landschulheim und religiöse Tagungsstätte weitergeführt. Das Bistum Mainz errichtete 1960 eine Kapelle, die wie die ehemalige Klosterkirche zu Ehren Gottes und allen Heiligen geweiht ist.
Das Gelände der Klosterruine befindet sich im Eigentum des Landes Baden-Württemberg, das seit 1995 im wiederhergerichteten Ökonomiegebäude eine Dauerausstellung zur Geschichte Allerheiligens eingerichtet hat. Seit 1991 wird das Kirchenschiff für jährlich im Juli stattfindende Freilichtaufführungen genutzt. Seit 2013 werden einzelne Teile von Allerheiligen von der Organisation EOS-Erlebnispädagogik e. V. (Freiburg) betrieben, um dort ein Tagungszentrum aufzubauen. Somit können in Allerheiligen (wieder) Einzelgäste und Gruppen übernachten.

### Heutige Situation
Von der Abtei blieben neben Ruinen im Bereich der Klosterkirche lediglich Teile der Gartenanlage, der als Forsthaus und später als Hotel weitergeführte Gebäudeteil sowie das Ökonomiegebäude.
Von der Kirche erhalten sind vor allem die Westfassade, die südlichen Arkaden des Langhauses, die Seitenkapelle des südlichen Querschiffes sowie der Abschluss des nördlichen Querschiffes mit Treppenhaus. Von den nördlichen Arkaden des Langhauses sind die Sockel noch erhalten. Am südlichen Querschiff ist der Anschluss des Klausurgebäudes noch erkennbar. Mauerreste des östlichen Konventsgebäudes wurden zwischen 1976 und 1980 freigelegt. Die auf drei Terrassen angelegte spätbarocke Gartenanlage ist teilweise noch gut erhalten, von der oberen Terrasse sind die Becken und die Balustradeneinfassung vorhanden.

## Sagen
In Volkssagen der Region spielt das Stift bis heute eine bedeutende Rolle, beispielsweise in der vor allem rund um Oppenau populären Figur des Moospfaffs, eines Geistlichen, der, nachdem er im Dreißigjährigen Krieg auf dem Weg zu einer letzten Ölung eine Hostie verloren habe, noch heute auf der Suche nach der Hostie auf der Moos umherwandere und Menschen irreführe.